# Gare de Berlin Ostkreuz
La gare de Berlin Ostkreuz (« croisement de l'Est », BOK) est une gare ferroviaire berlinoise reliant différents moyens de transport des lignes régionales (Regional-Express, Regionalbahn) et du S-Bahn. Elle accueille également certaines grandes lignes (InterCity, FlixTrain). La station est située au quartier de Friedrichshain dans l'arrondissement de Friedrichshain-Kreuzberg, à la frontière avec Rummelsbourg dans l'arrondissement de Lichtenberg.
Comme son nom l'indique, la gare est donc l'un des Kreuze de la S-Bahn de Berlin, soit croisement de convois de la Ringbahn (petite ceinture) avec la ligne orientale (Ostbahn) et la ligne silésienne.
La gare de transbordement est l'une des stations les plus fréquentées en Allemagne. Elle accueille aujourd'hui plus de 235 000 passagers par jour.

## Histoire
Le nœud d'Ostkreuz provient de la mise en route de la Ringbahn en 1871 ; il est né à l'endroit où la ligne croise le chemin de fer de Basse-Silésie et de la Marche (Niederschlesisch-Märkische Eisenbahn) ouvert en 1846 ainsi que la ligne de Prusse-Orientale (Preußische Ostbahn) inaugurée en 1867. Néanmoins, à cette époque, il n'existait aucune gare en ce lieu.
À partir de 1882, avec l'ouverture de la Stadtbahn de Berlin, les deux lignes est-ouest ont terminé à la gare de Silésie (l'actuelle gare de l'Est) et l'ancienne gare de l'Est a été fermée aux voyageurs. Dans le cadre des travaux de transformation la gare de Stralau-Rummelsbourg fut inaugurée à l'emplacement de l'actuelle station le 7 février 1882.
Au début du XXe siècle, la station a été élargie en tant que point nodal du trafic à l'Est. En 1930, avec l'électrification du réseau ferroviaire, la S-Bahn voit le jour et la gare faisait partie du réseau urbain. Elle reçoit le nom Ostkreuz le 15 mars 1933 ; le régime nazi prévoit d'y ériger une nouvelle gare des grandes lignes dans le contexte du projet Welthauptstadt Germania.

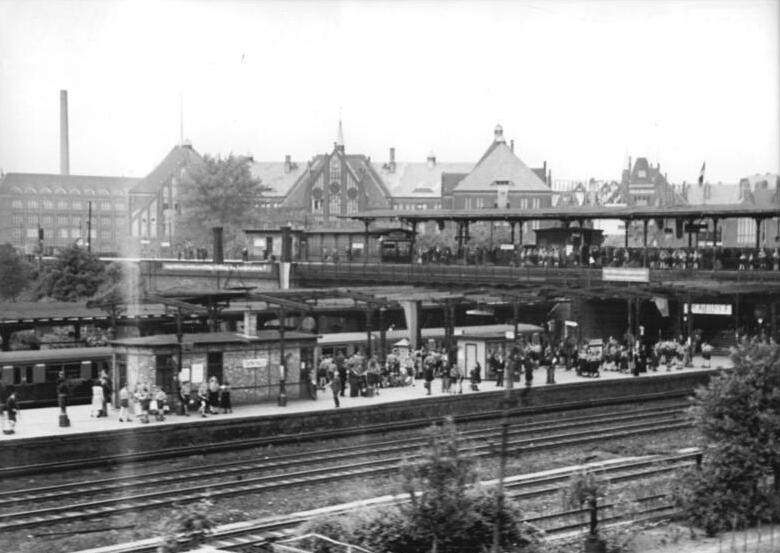
La gare en mai 1950.

Gravement endommagé par le bombardement de Berlin pendant la Seconde Guerre mondiale, la station a été mise en service à nouveau déjà en juin 1945. À la suite de la division de la cité et la construction du Mur de Berlin en 1961, l'Ostkreuz devient la gare d'échange principale de Berlin-Est, notamment pour atteindre les vastes quartiers nouvellement bâtis à Berlin-Marzahn et à Hellersdorf.
Dès la Réunification allemande, la planification de la construction d'une nouvelle station a démarré. En raison de sa position stratégique dans le réseau de transports en commun et du nombre croissant de passagers, la gare originelle a été détruite en 2006 pour laisser place à une nouvelle plateforme devant répondre aux nouveaux flux de voyageurs. Cette gare est actuellement en partie en travaux, la construction a été achevée pour l'essentiel à la fin de l'année 2018. Depuis 2015, l'Ostkreuz est aussi une gare de train régionaux.

## Service des voyageurs

### Desserte

#### Grandes lignes
| Ligne    | Villes étapes |
| -------- | --- |
| ICE 2432 | Norddeich Mole – Emden Außenhafen – Oldenbourg – Brême – Hanovre – Magdebourg – Gare centrale de Berlin – Gare de l'Est (Berlin) – Berlin Ostkreuz – Cottbus |
| FLX 10   | Berlin-Lichtenberg – Berlin Ostkreuz – Gare de l'Est (Berlin) – Gare centrale de Berlin – Berlin Zoologischer Garten – Wolfsbourg – Lehrte – Hanovre – Göttingen – Cassel-Wilhelmshöhe – Fulda – Hanau – Francfort-sur-le-Main Midi – Darmstadt – Weinheim – Heidelberg – Vaihingen-sur-l'Enz – Stuttgart |

#### Lignes régionales
| Ligne | Villes étapes |
| ----- | --- |
| RE1   | Magdebourg – Brandenburg – Potsdam – Berlin Zoologischer Garten – Fürstenwalde – Francfort-sur-l'Oder (– Cottbus) |
| RE2   | Wismar – Schwerin – Wittenberge – Berlin Zoologischer Garten – Königs Wusterhausen – Lübben (Spreewald) – Cottbus |
| RB14  | Nauen – Berlin-Spandau – Berlin Zoologischer Garten – Aéroport de Berlin-Schönefeld                               |